# Solymossy Sándor (néprajzkutató)
Solymossy Sándor (Pest, 1864. augusztus 28. – Budapest, 1945. április 9.) magyar néprajzkutató, egyetemi tanár, a Magyar Tudományos Akadémia rendes tagja.

## Életútja
A budapesti egyetemen végezte felsőfokú tanulmányait magyar-német szakon. Itt szerzett magyar-német szakos tanári oklevelet, majd doktorátust. 1894-1898 között a pozsonyi kereskedelmi akadémián tanított, majd 1900-tól Budapesten a felsőipari iskolában, azután pedig a polgári iskolai tanárképzőben. 1922-ben “Ethnologia” tárgykörből a budapesti egyetemen magántanárrá habilitálták. Legtöbb tudományos dolgozata rendszeresen az Ethnographia c. néprajzi szakfolyóiratban jelent meg. 1919-től 1931-ig ő szerkesztette az Ethnographia c. szakfolyóiratot. 1919-ben az MTA levelező-, majd 1933-tól rendes tagjai sorába választották.
1929-ben Klebelsberg Kunó létrehozta a Néprajzi Intézetet a szegedi Ferenc József Tudományegyetemen, 1929. augusztus 30-án, az intézet élére kinevezte Solymossy Sándort nyilvános rendes tanárnak. A magyarországi felsőoktatásban a szegedi volt az első néprajzi intézet. 1930-tól lett az ő intézetében díjtalan gyakornok Bálint Sándor, majd az ő ösztönzésére nyújtotta be magántanári eljárásra vonatkozó kérvényét. Bálint Sándor 1934 májusában nyert magántanári képesítést Az alföldi magyarság néprajza, különös tekintettel Szeged népére témakörben Solymossy intézetében. 1931-ben Cs. Sebestyén Károlyt habilitálta Solymossy egyetemi magántanárrá A magyar tárgyi néprajz témakörből.
Solymossy Sándor kiváló előadó és néprajzkutató volt. 1930-1934 között szemeszterenként heti két előadást és egy szemináriumot tartott, nála ismerkedtek meg a Szegedi Fiatalok Művészeti Kollégiumának tagjai, köztük Ortutay Gyula, Baróti Dezső, Buday György, Radnóti Miklós, Tolnai Gábor, Tomori Viola, Reitzer Béla, az európai népek és a természeti népek kultúrájával. 1934. október 1-jén nyugdíjazták, ezt követően a szegedi néprajzi intézet, mint önálló intézmény működése hosszú éveken keresztül szünetelt, egészen 1947-ig.
1945-ben halt meg Budapesten agyvérzés, prosztatatúltengés következtében, a Kerepesi temetőben helyezték örök nyugalomra.

## Munkássága
A néprajz és az összehasonlító néprajzi kutatás elméleti, módszertani kérdéseivel foglalkozott elsősorban. Kutatási területei közé tartozott a néphit-, népmese- és népballada-kutatás.

## Társasági tagság (válogatás)
- Magyar Néprajzi Társaság (főtitkár 1911-1914), alelnök, majd elnök 1915–
- Magyar Nyelvtudományi Társaság
- Magyar Társadalomtudományi Társaság
- Kőrösi Csoma Társaság
- Dugonics Társaság

## Főbb munkái (válogatás)

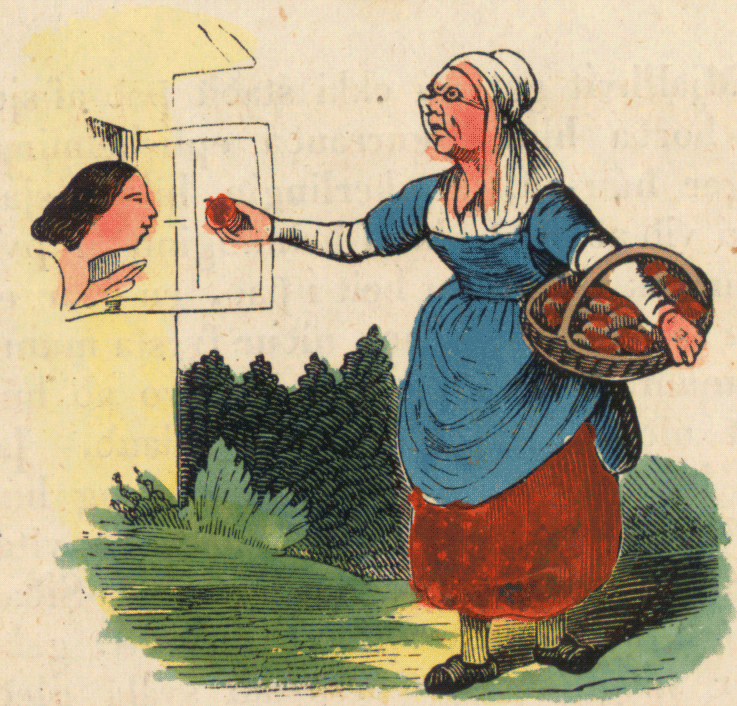
Hófehérke és a vasorrú bába

- Úti rajzok épek Boszniából, Horvátországból és Dalmácziából; Pesti Könyvny., Bp., 1901
- A líra és az epika eredetéről. Ethnographia, 1905-1906
- Arany János népiessége. Ethnographia, 1917
- Magyar és francia folklor-egyezések. Ethnographia, 1921
- Keleti elemek népmeséinkben. (A népmesekutatás 100 éves jubileumára). Ethnographia, 1922
- A matriachatus nyomai a folkloreban. Társadalomtudomány, 1922
- Ősi temetkező mód emléke folklorunkban. Társadalomtudomány, 1923
- A vasorrú bába és mithikus rokonai. Ethnographia, 1927
- Bevezetés a néptudományba. Napkelet, 1929
- Ugrische Elemente im ungarischen Volkstum. Fenno-Ugrica, 3. 1931
- A magyar ősvallás. Magyar szemle, 1932
- A népmese és a tudomány. Budapest, 1938. (Ser. Kis Akadémia Könyvtára. 28.)
- A "vasorrú bába" és mitikus rokonai. Válogatott tanulmányok; vál., sajtó alá rend. Horváth Ildikó, előszó Verebélyi Kincső; Akadémiai, Bp., 1991 (Hermész könyvek)
- A magyar ősi hitvilág; Nemzeti Örökség, Onga, 2017
- A népmese és a tudomány; Nemzeti Örökség, Onga, 2017